# Марк Херрінг (плавець)
Марк Херрінг (англ. Mark Herring, 5 грудня 1984) — новозеландський плавець.
Учасник Олімпійських Ігор 2008 року.